# ジャック・コンクリン
ジョナサン・ジャクソン・コンクリン（Jonathan Jackson Conklin, 1994年8月17日 - ）は、アメリカ合衆国ミシガン州プレインウェル出身のプロアメリカンフットボール選手。NFLのクリーブランド・ブラウンズに所属している。ポジションはオフェンシブタックル。

## 経歴

### カレッジ
奨学金のない「ウォークオン」でミシガン州立大学へ進学した。3年目の2015年シーズンにはオールアメリカンファーストチームに選出され、シーズン終了後に2016年のNFLドラフトへアーリーエントリーした。

### テネシー・タイタンズ
| 身長                        | 体重            | 腕 の 長 さ   | 手 の 大 き さ    | 40Yrd ダ ッ シ ュ | 10Yrd ス プ リ ッ ト | 20Yrd ス プ リ ッ ト | 20Yrd シ ャ ト ル | 3 コ 丨 ン ド リ ル | 垂 直 跳 び     | 立 ち 幅 跳 び     | ベ ン チ プ レ ス |
| --------------------------- | --------------- | ------------- | ----------------- | ----------------- | -------------------- | -------------------- | ----------------- | ------------------- | --------------- | ------------------ | ----------------- |
| 6 ft 5+3⁄4 in (197 cm)      | 308 lb (140 kg) | 35 in (89 cm) | 10+3⁄8 in (26 cm) | 5.00 s            | 1.76 s               | 2.92 s               | 4.57 s            | 7.63 s              | 30.0 in (76 cm) | 8 ft 7 in (2.62 m) | 25 回             |
| All values from NFL Combine |                 |               |                   |                   |                      |                      |                   |                     |                 |                    |                   |

ドラフト全体8位でテネシー・タイタンズから指名され、その後4年総額1,589万ドルのルーキー契約を結んだ。
1年目の2016年シーズンから16試合に先発出場し、ルーキーながらオールプロファーストチームに選出された。

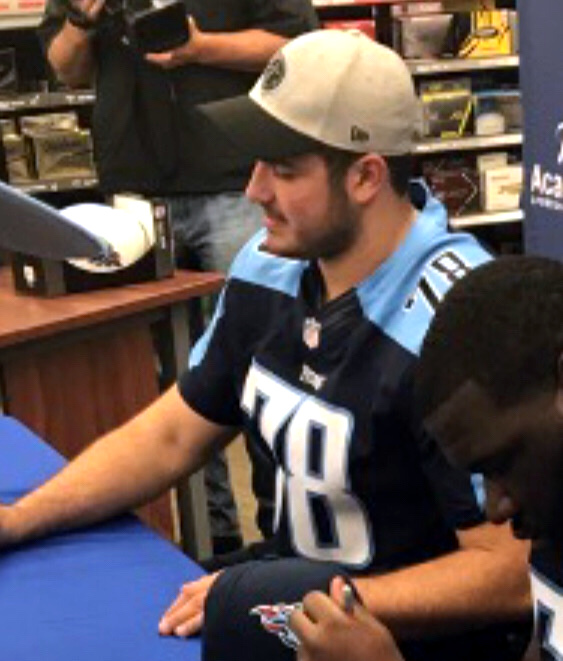
ファンにサインをするコンクリン
(2017年)

2017年シーズン、プレーオフのディビジョナルラウンドのニューイングランド・ペイトリオッツ戦で左膝の前十字靱帯を断裂した。
2018年シーズンは前十字靱帯断裂のリハビリのため、最初の3試合を欠場した。復帰後も脳震盪や膝の怪我に苦しみ、9試合の出場に留まった。
2019年シーズン開幕前にタイタンズから5年目の契約オプションを破棄され、シーズン終了後にFAになることが決まった。このシーズンはコンクリンのランプロテクションの活躍もあり、エースRBのデリック・ヘンリーがリーグ最多のラン獲得ヤードを記録した。プレーオフでも上位シードのペイトリオッツ、ボルチモア・レイブンズに勝利してAFCチャンピオンシップまで進出したが、カンザスシティ・チーフスに敗れた。

### クリーブランド・ブラウンズ
2020年3月20日にクリーブランド・ブラウンズと3年総額4,200万ドルの契約を結んだ。
2020年シーズンは4年ぶりとなるオールプロファーストチームに選出された。
2022年12月23日にブラウンズと4年総額6,000万ドルの契約延長に合意した。
2023年シーズン、第1週のシンシナティ・ベンガルズ戦で前十字靭帯断裂の怪我を負い、シーズン絶望となった。
2024年シーズン第6週のフィラデルフィア・イーグルス戦で復帰した。